# Furutjärnarna
Furutjärnarna är en sjö i Krokoms kommun i Jämtland och ingår i Indalsälvens huvudavrinningsområde. Sjön har en area på 0,0529 kvadratkilometer och ligger 375,3 meter över havet. Sjön avvattnas av vattendraget Sångån.

## Delavrinningsområde
Furutjärnarna ingår i det delavrinningsområde (706983-143490) som SMHI kallar för Mynnar i Torån. Medelhöjden är 410 meter över havet och ytan är 27,24 kvadratkilometer. Det finns inga avrinningsområden uppströms utan avrinningsområdet är högsta punkten. Sångån som avvattnar avrinningsområdet har biflödesordning 4, vilket innebär att vattnet flödar genom totalt 4 vattendrag innan det når havet efter 249 kilometer. Avrinningsområdet består mestadels av skog (75 procent) och sankmarker (12 procent). Avrinningsområdet har 0,25 kvadratkilometer vattenytor vilket ger det en sjöprocent på 0,9 procent.